# Missioni Apollo cancellate
Le missioni Apollo cancellate sono diverse missioni spaziali facente parte del programma Apollo della NASA, annullate fra gli anni sessanta e anni settanta del XX secolo.
Fra queste missioni, cancellate a causa di limiti di budget o organizzativi, vi erano tre missioni che prevedevano l'allunaggio – Apollo 18, 19 e 20 – e che erano in un avanzato stato di organizzazione, ma erano previsti anche ulteriori voli. Alcune di queste missioni furono incorporate nell'Apollo Application Program che portò allo sviluppo del programma Skylab.

## Pianificazione delle missioni prima dell'incendio dell'Apollo 1

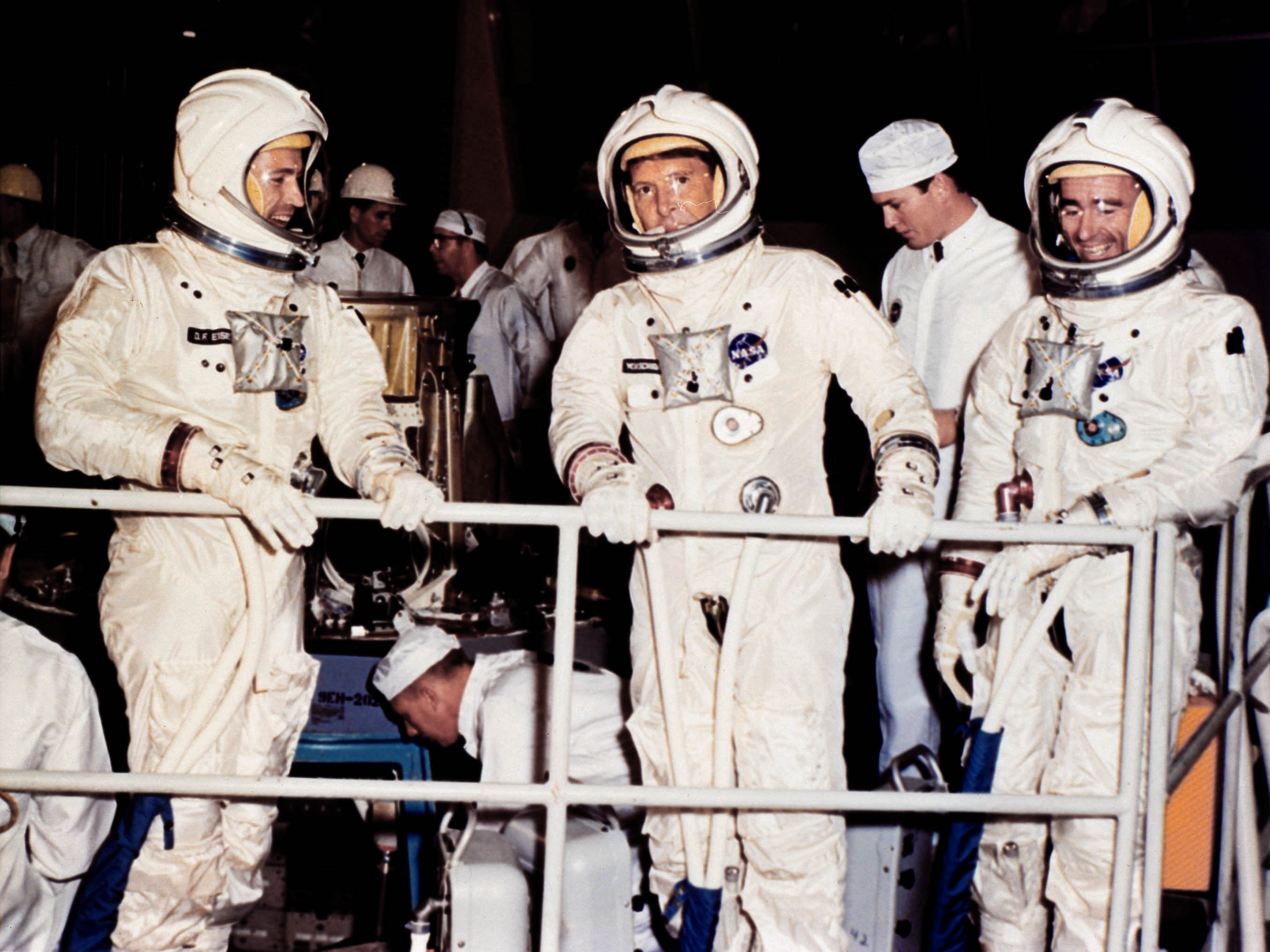
L'equipaggio primario del previsto secondo volo con equipaggio si prepara per dei test al simulatore presso l'impianto North American Aviation prima dell'incendio dell'Apollo 1. Da sinistra a destra: Donn F. Eisele, Pilota Senior, Walter M. Schirra, Pilota Comandante, e Walter Cunningham, Pilota (settembre 1966)

Nel 1962, furono previste quattro missioni di test (designate da SA-11 a SA-14) usando l'Apollo Command/Service Module (CSM) parzialmente equipaggiato usando il razzo Saturn I come vettore. Nel tardo 1963, il CSM crebbe di peso e divenne evidente che il più potente Saturn IB sarebbe stato necessario. Ciò, combinato con il cambiamento ad una filosofia di test "tutto insieme", portò alla cancellazione delle missioni rimpiazzate da due missioni Saturn IB designate AS-204 e AS-205.
Queste missioni sarebbero state seguite dal primo volo con equipaggio del Modulo Lunare Apollo designato AS-207/208, usando due lanci Saturn IB e un CSM Block 2 migliorato.
L'equipaggio selezionato per AS-204 consisteva in Pilota Comandante Virgil "Gus" Grissom, Pilota Senior Edward H. White e il pilota Roger Chaffee, che nominarono il loro volo Apollo 1. L'equipaggio AS-205era formato da Wally Schirra, Donn Eisele e Walter Cunningham. Comunque il secondo volo fu successivamente dichiarato non necessario e fu ufficialmente cancellato il 22 dicembre 1966. L'equipaggio di Schirra diventò quindi la riserva di quello di Grissom.
Il volo di test del Modulo Lunare diventa quindi il secondo volo con equipaggio, ridesignato AS-205/208, a cui furono assegnati il Pilota Comandante Jim McDivitt, Pilota del CSM David Scott e pilota del LM Rusty Schweickart. L'equipaggio iniziò immediatamente l'addestramento nel primo Modulo di comando Block II CM-101, mentre l'equipaggio di Grissom si preparava per il lancio nel febbraio 1967.
Successivamente, il 27 gennaio 1967, l'equipaggio di Grissom morì in un incendio durante un test sul piattaforma di lancio, interrompendo il programma per 21 mesi spesi per identificare e risolvere i problemi di sicurezza. Ciò forzò la cancellazione dei voli con CSM Block I e una completa ripianificazione delle missioni con equipaggio.

## Pianificazione delle missioni dopo l'incendio dell'Apollo 1
Nel settembre 1967, la NASA creò una lista di tipologie di missioni da completare prima dell'allunaggio, ciascuna designata con una lettera da A a G, dove G sarebbe stato il primo allunaggio con equipaggio. La lista venne successivamente estesa fino alla lettera J per le seguenti missioni lunari.
Due lanci di Saturn V senza equipaggio (missioni A) furono eseguite con il nome di Apollo 4 e Apollo 6. Un terzo test era pianificato, ma fu cancellato in quanto non necessario.
Il primo Modulo Lunare LM-1 in fase di sviluppo fu lanciato senza equipaggio (missione B) con il nome di Apollo 5. Un secondo test era pianificato usando LM-2, ma fu cancellato in quanto non necessario. Il modulo LM-2 fu quindi modificato per sembrare uguale ai LM che avrebbero portato gli uomini sulla Luna e fu donato allo Smithsonian National Air and Space Museum, dove è attualmente in mostra come una simulazione del primo atterraggio dell'Apollo 11.
L'equipaggio di Schirra venne assegnato alla missione C, il primo volo con CSM (Block II CSM-101, modificato con i miglioramenti per la sicurezza) denominata Apollo 7 nell'ottobre 1967.
L'equipaggio di McDivitt fu considerato per il primo volo con equipaggio del LM (missione D); ciò era pianificato per essere l'Apollo 8, nel dicembre 1968, usando un solo Saturn V come veicolo di lancio invece di due separati Saturn IB. La missione E era pianificata come test delle operazioni del LM e CSM in una simulazione della missione lunare, eseguita in un'orbita terrestre media a 7,400 km di quota, con Frank Borman in qualità di comandante nel marzo 1969.
Di tutti i componenti del sistema Apollo, il LM fu quello che ebbe più problemi tecnici. Era in ritardo rispetto ai piani e quando LM-3 fu consegnato al Kennedy Space Center nel giugno del 1968, oltre 101 diversi difetti furono individuati. La Grumman Aircraft Engineering Corporation, che era il principale appaltatore, predisse che il primo LM utilizzabile con equipaggio (da utilizzare per una missione di tipo D), non sarebbe stato pronto prima del febbraio 1969, ritardando l'intera sequenza.
George Low, il manager dell'Apollo Spacecraft Program Office, propose una soluzione nel 1968. Siccome il CSM sarebbe stato pronto 3 mesi prima del Modulo Lunare, si sarebbe potuta eseguire una missione del solo CSM nel dicembre 1968. Ma invece di ripetere una missione di tipo C che avrebbe portato il CSM nell'orbita terrestre, si sarebbe potuto mandare il CSM fino alla Luna e forse anche inserirsi nell'orbita lunare. La missione fu definita 'C-Primo'. Questa nuova missione avrebbe permesso alla NASA di fare pratica con le procedure per il volo verso la Luna che sarebbero state invece ritardate fino ad Apollo 10 (missione F).
C'erano inoltre preoccupazioni provenienti dalla CIA riguardanti la possibilità che l'Unione Sovietica stesse pianificando un volo circumlunare per dicembre, superando gli Stati Uniti ancora una volta (vedi Programma Zond). L'equipaggio di McDivitt fu mantenuto per la missione D che diventò Apollo 9, mentre l'equipaggio di Borman avrebbe pilotato il CSM in una missione in orbita lunare con l'Apollo 8, cancellando così la missione E.
Lo scambio degli equipaggi fu anche decisivo per colui che sarebbe stato il primo uomo sulla Luna. Pete Conrad era il comandante di riserva per l'equipaggio di McDivitt e a causa del processo di rotazione degli equipaggi sarebbe stato il comandante dell'Apollo 11 tre voli più avanti. Questo onore passò a Neil Armstrong in qualità di comandante di riserva per l'equipaggio di Borman.

## Missioni lunari conseguenti
Originariamente la NASA produsse 15 Saturn V adatti al volo. L'Apollo 11 raggiunse l'obiettivo del primo allunaggio con il sesto Saturn V prodotto, lasciando quindi i 9 razzi rimanenti per le missioni di allunaggio successiva.
I seguenti siti di allunaggio furono scelti per le missioni, pianificate per essere eseguite con un intervallo di approssimativamente quattro mesi fino al luglio 1972.
- Apollo 12 (H1) novembre 1969, Oceanus Procellarum (sito del Surveyor 3)
- Apollo 13 (H2) aprile 1970, Fra Mauro highlands
- Apollo 14 (H3) cratere Littrow
- Apollo 15 (H4) cratere Censorino

Le ultime 5 missioni furono di tipo J, con utilizzo dell'Extended Lunar Module (modulo lunare esteso), con capacità di permanenza sulla Luna di 3 giorni e con il rover lunare.
- Apollo 16 (J1) Descartes Highlands
- Apollo 17 (J2) cratere Marius
- Apollo 18 (J3) cratere Copernico
- Apollo 19 (J4) Hadley Rille
- Apollo 20 (J5) cratere Tycho (sito del Surveyor 7)

Per le ultime missioni, essendo state cancellate almeno due anni prima della data prevista per il lancio, la pianificazione dei dettagli delle missioni fu scarsa. Una lista di siti di atterraggio era proposta per ciascun volo.
Basandosi sulla documentazione "NASA OMSF, Manned Space Flight Weekly Report" del 28 luglio 1969, Apollo 18 sarebbe dovuto atterrare nella Schröter's Valley nel febbraio 1972; l'Apollo 19 nella regione Hyginus rille nel luglio del 1972 e l'Apollo 20 nel cratere Copernico nel dicembre 1972.
Nel documento NASA "Scientific Rationale Summaries for Apollo Candidate Lunar Exploration Landing Sites" del marzo 1970, Apollo 18 sarebbe dovuto allunare nel cratere Copernico, Apollo 19 assegnato invece a Mons Hadley. La missione Apollo 20, malgrado fosse stata cancellata due mesi prima, era indicata nel report con Hyginus rille quale possibile sito di allunaggio alternativo per Apollo 19.
Un'altra fonte
indica i siti di atterraggio quali il cratere Gassendi (Apollo 18, luglio 1973), Copernico (Apollo 19, dicembre 1973) e le colline intorno al cratere Marius oppure il cratere Tycho (Apollo 20, luglio 1974).

### Cancellazioni
La prima missione ad essere cancellata fu Apollo 20. Il 4 gennaio 1970 la NASA annunciò la cancellazione di Apollo 20 per utilizzare il razzo Saturn V per lo Skylab in quanto le restrizioni del budget avevano limitato a 15 il numero di Saturn V. L'amministratore NASA George M. Low annunciò che le tre missioni finali sarebbero state riprogrammate nel 1973-1974 dopo le missioni Skylab. Originariamente pianificata per il luglio 1972, quando il programma delle missioni lunari era di lanciare ogni quattro mesi, l'Apollo 20 era originariamente pianificato per atterrare nel cratere Copernicus.
A seguito del fallimento dell'allunaggio dell'Apollo 13 il sito di Fra Mauro fu riassegnato all'Apollo 14.
Il 2 settembre 1970, la NASA annunciò la cancellazione delle missioni H4 e J4, per ulteriori tagli al budget. Lo Skylab fu posticipato al 1973 e la pianificazione finale degli allunaggi diventò la seguente:
- Apollo 15 (J1) Hadley Rille, luglio 1971
- Apollo 16 (J2) Descartes Highlands, aprile 1972
- Apollo 17 (J3) Taurus-Littrow valley, dicembre 1972

Al tempo, 35 dei 49 astronauti NASA era in attesa di una missione.
Negli ultimi giorni del programma, il pilota del modulo Lunare dell'Apollo 17 Harrison Schmitt spinse fortemente per una missione sul lato nascosto della Luna, con destinazione i crateri pieni di lava Tsiolkovskiy. L'ambiziosa proposta di Schmitt includeva il lancio nell'orbita lunare di speciali satelliti di comunicazione basati sui satelliti TIROS per permettere il contatto con gli astronauti durante la discesa e le operazioni sulla Luna. L'amministrazione NASA rifiutò tali piani per mancanza di fondi e rischio aggiuntivo.
Nell'agosto 1971, il presidente Richard Nixon aveva già pianificato di annullare tutti i successivi allunaggi (Apollo 16 e 17). Caspar Weinberger, direttore dell'Ufficio Gestione (OMB) si oppose a questa decisione, persuadendo Nixon a portare a termine le missioni lunari rimanenti e raccomandando di confermare la cancellazione solo "sulla base del fatto che la missione Apollo 15 avrebbe avuto così tanto successo da un punto di vista scientifico da giustificare l'inizio anticipato dei programmi Space Shuttle, Grand Tour, NERVA, etc."

### Equipaggi
Deke Slayton era il direttore of Flight Crew Operations e selezionò gli equipaggi dei voli. Durante le prime missioni Apollo utilizzò un sistema di rotazione indicando ciascun equipaggio come riserva di quello titolare e, dopo tre missioni la riserva diveniva l'equipaggio titolare della missione. Comunque, per le ultime missioni Apollo tale sistema venne utilizzato meno frequentemente poiché diversi astronauti lasciavano il programma. Slayton intendeva dare ai nuovi arrivati una possibilità e gli astronauti non volevano avere posizioni di riserva che non avrebbero condotto a prime-crew spots.

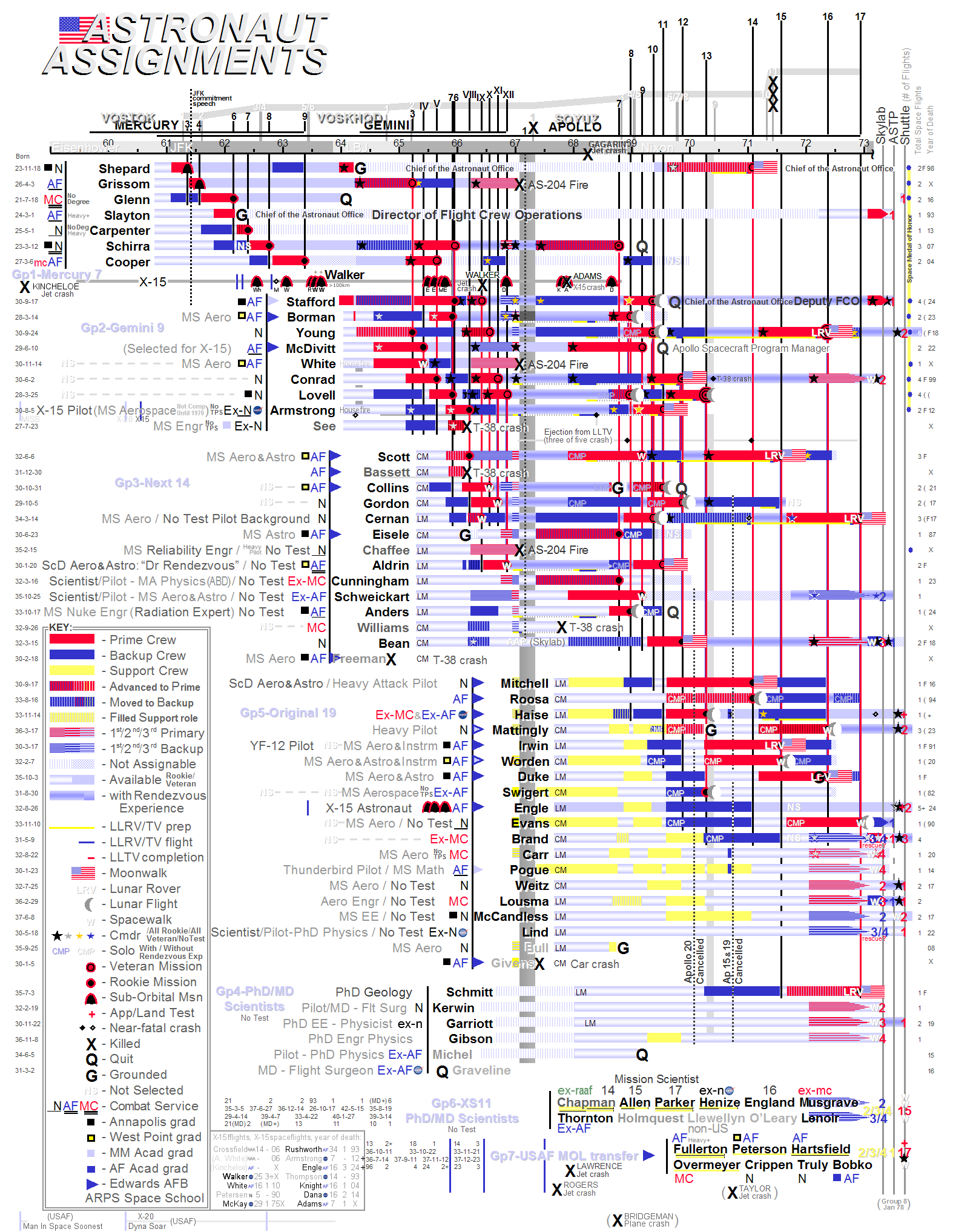
Un grafico che mostra come gli incarichi degli astronauti furono profondamente modificati a causa della cancellazione delle missioni Apollo.

Nel caso dell'Apollo 18, l'equipaggio sarebbe probabilmente stato l'equipaggio di riserva dell'Apollo 15:
- Richard F. Gordon, Jr. (Comandante (CDR))
- Vance D. Brand (Pilota Modulo di Comando (CMP))
- Harrison Schmitt (Pilota Modulo Lunare (LMP))

Quando l'Apollo 18 fu effettivamente cancellato, Schmitt fu spostato sull'Apollo 17 a seguito delle pressioni delle comunità scientifica, rimpiazzando Joe Engle. Schmitt, geologo, diventò l'unico scienziato delle 12 persone ad aver camminato sulla Luna.
Per l'Apollo 19, Slayton aveva pianificato l'equipaggio originariamente (prima della cancellazione) assegnato come riserva all'Apollo 16:
- Fred Haise (CDR)
- William R. Pogue (CMP)
- Gerald P. Carr (LMP)

È possibile solo ipotizzare l'equipaggio di Apollo 20. Basandosi sulla normale rotazione degli equipaggi, l'equipaggio sarebbe probabilmente stato
- Charles "Pete" Conrad o Stuart Roosa (CDR)
- Paul J. Weitz (CMP)
- Jack R. Lousma (LMP)

Un'altra possibilità era il seguente equipaggio:
- Stuart Roosa o Edgar Mitchell (CDR)
- Jack R. Lousma (CMP)
- Don L. Lind (LMP)

## Skylab

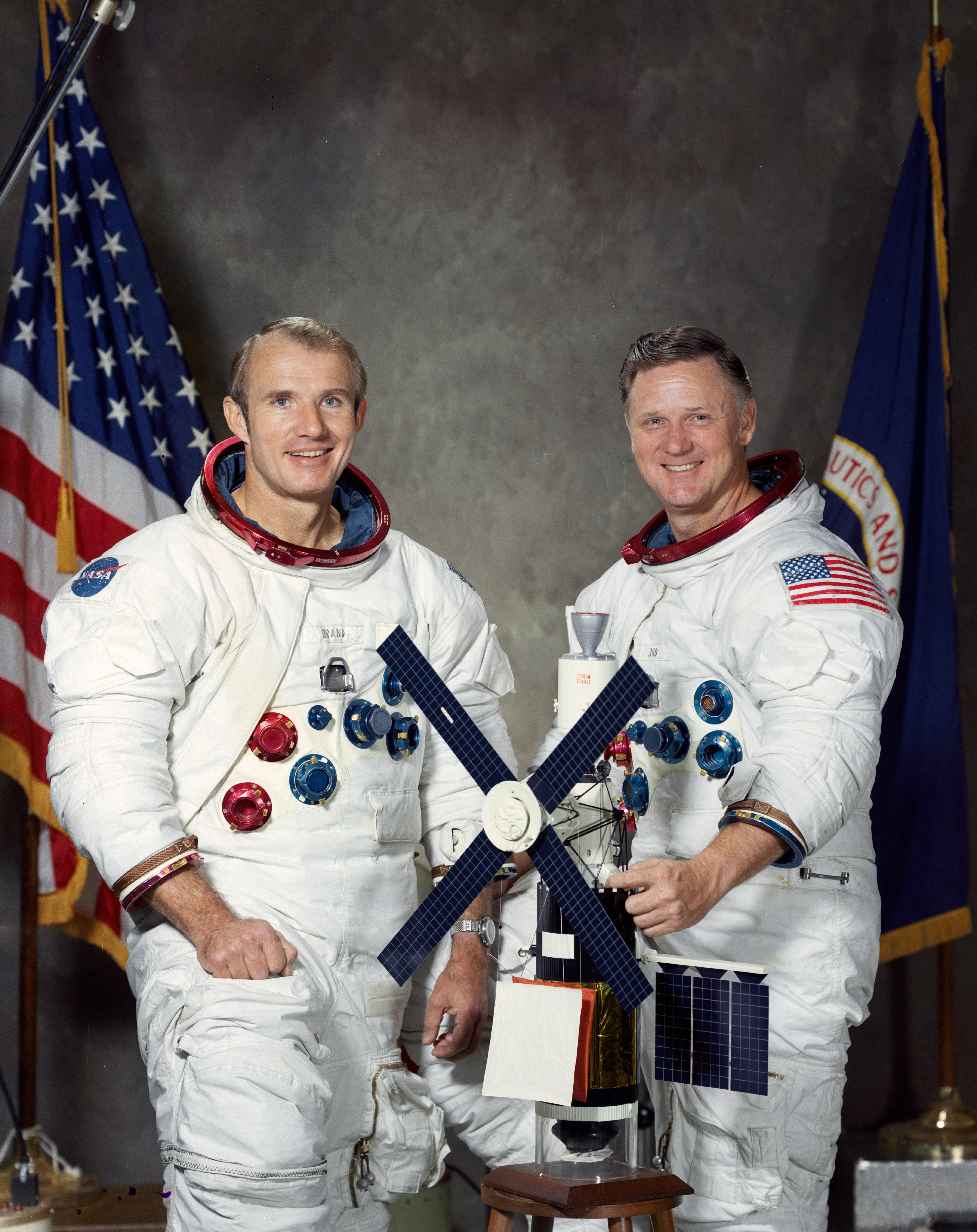
Vance Brand e Don Lind, l'equipaggio della missione di recupero cancellata durante Skylab 3.

### Recupero dello Skylab
Durante la missione Skylab 3, un malfunzionamento del modulo CSM Apollo agganciato alla stazione sollevò la preoccupazione che l'equipaggio potesse non tornare a terra in sicurezza. Un modulo CSM Apollo (CSM-119) fu modificato per poter ospitare due membri di equipaggio in più. Il CSM-119 fu quindi preparato per essere lanciato con il razzo Saturn IB SA-209 dalla piattaforma di lancio 39B in vista della possibile missione di recupero. Due astronauti, Brand (comandante) e Lind (pilota CSM), avrebbero dovuto pilotare il CSM per recuperare i tre membri dell'equipaggio. Il problema fu però risolto senza la necessità di un volo di recupero, la missione fu quindi annullata e il CSM riportato al Vehicle Assembly Building dove rimase fino alla fine della missione Skylab.
Il CSM-119 fu anche tenuto come possibile sostituto del modulo usato nel Apollo-Soyuz Test Project.

### Skylab 5
Skylab 5 sarebbe dovuta essere una missione di 20 giorni per condurre esperimenti scientifici e portare lo Skylab in orbita più alta. Brand, Lind e William B. Lenoir (pilota scientifico) sarebbero dovuti essere l'equipaggio della missione. Brand e Lind si addestrarono anche per una missione il cui obiettivo era il rientro controllato dello Skylab in atmosfera
.

## Gli strumenti non utilizzati

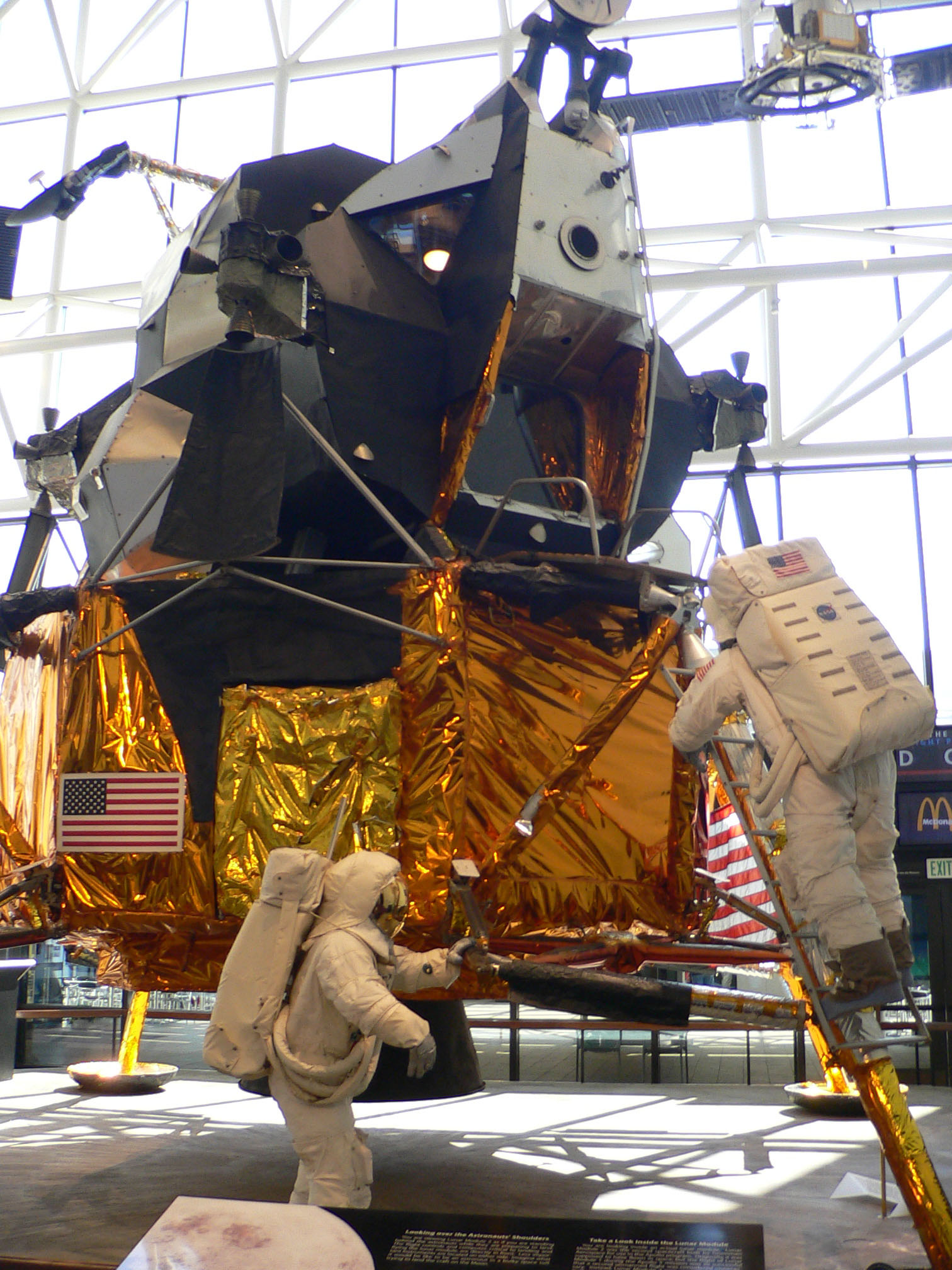
LM-2 in mostra al National Air and Space Museum

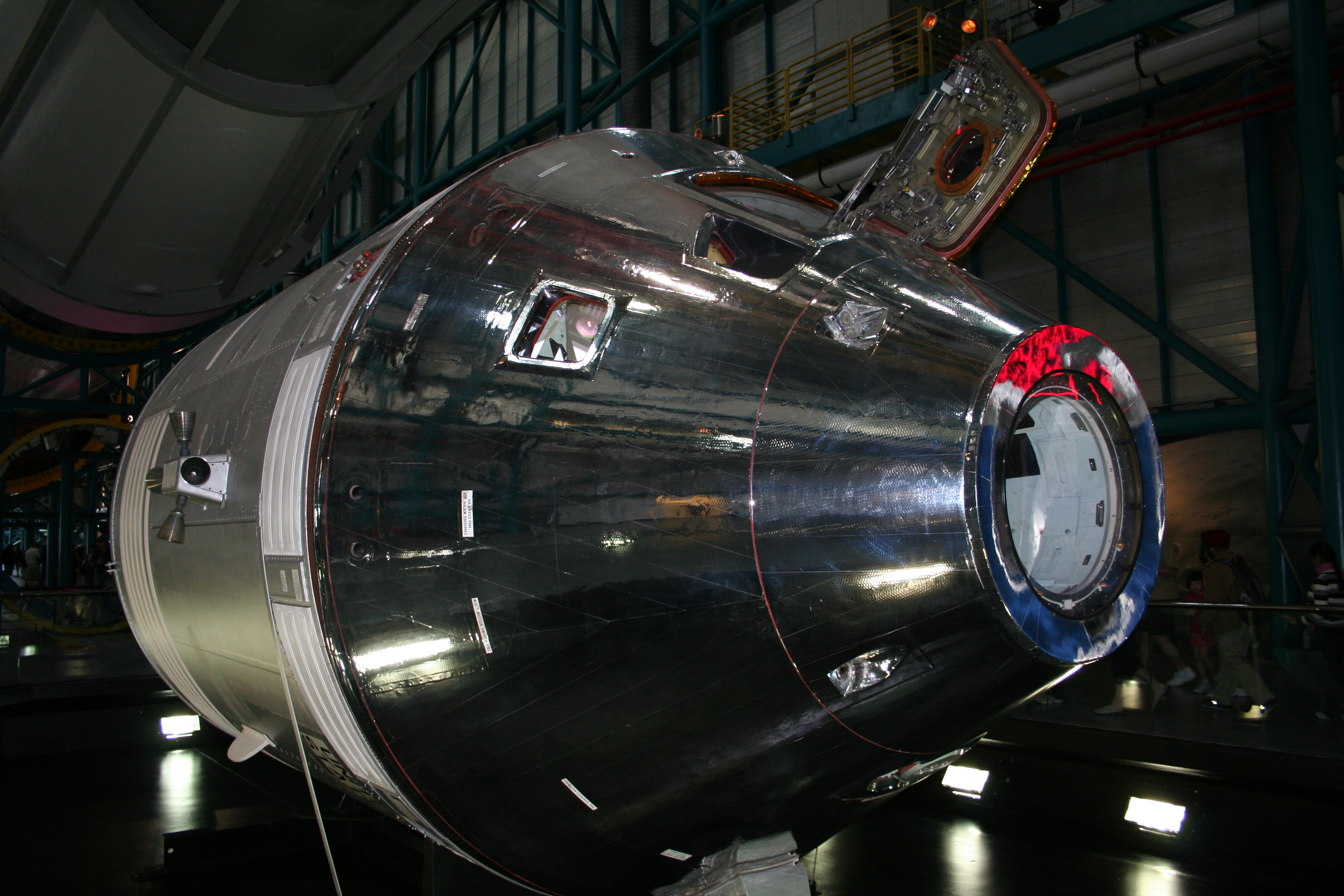
CSM-119 in mostra al John F. Kennedy Space Center

Due Saturn V completi (SA-514 e SA-515) rimasero inutilizzati dopo il Programma Apollo così come il terzo stadio del SA-513. SA-513 era originariamente destinato a essere usato per la missione Apollo 18; fu invece usato per il lancio dello Skylab (usando un terzo stadio costruito da S-IVB #212 convertito)
- Al Johnson Space Center, il Saturn V in mostra è composto dal primo stadio del SA-514, il secondo stadio del SA-515 e il terzo stadio SA-513. È presente anche un Modulo di Servizio/Comando (CSM-115) mai completato a causa del taglio dei finanziamenti.
- Il Saturn V in mostra al Visitor Complex del John F. Kennedy Space Center è composto da un S-IC-T (stadio per test statici) e il secondo e terzo stadio del SA-514. Il modulo di comando in mostra al KSC è un boilerplate, BP-30.
- Il primo stadio del SA-515 si trova nel Michoud Assembly Facility, New Orleans e il terzo stadio fu convertito per essere utilizzato come riserva per lo Skylab ed è ora in mostra al National Air and Space Museum.

A causa delle missioni cancellate, ci furono CSM e LM che furono riutilizzati in altre missioni o rimasero inutilizzati.
- Dopo che l'originale missione di tipo H dell'Apollo 15 fu cancellata, ci fu un eccesso di moduli CSM e Lunari per questo tipo di missioni. Il CSM-111 fu usato per l'Apollo-Soyuz Test Project. LM-9 è in mostra al John F. Kennedy Space Center.
- I moduli LM e CSM dell'Apollo 18 furono usati dall'Apollo 17.
- Il CSM-115 dell'Apollo 19 è in mostra al Johnson Space Center. Il LM-13 (originariamente assegnato ad Apollo 18) fu solo parzialmente completato ed è ora in mostra al Cradle of Aviation Museum a Long Island. Questo LM fu usato (ristrutturandolo) per la miniserie HBO Dalla Terra alla Luna.
- Il CSM dell'Apollo 20 non fu mai completato e fu rottamato. Anche il LM fu rottamato prima del suo completamento, anche se ci sono voci non confermate che alcune sue parti (insieme a parti del LM di test LM-3) sono state utilizzate nel LM in mostra al Franklin Institute, Filadelfia.
- Il CSM-119 è in mostra al John F. Kennedy Space Center.